# Nectandra reflexa
Nectandra reflexa är en lagerväxtart som beskrevs av J.G. Rohwer. Nectandra reflexa ingår i släktet Nectandra och familjen lagerväxter. Inga underarter finns listade i Catalogue of Life.